# Der Findling von der Cynthia

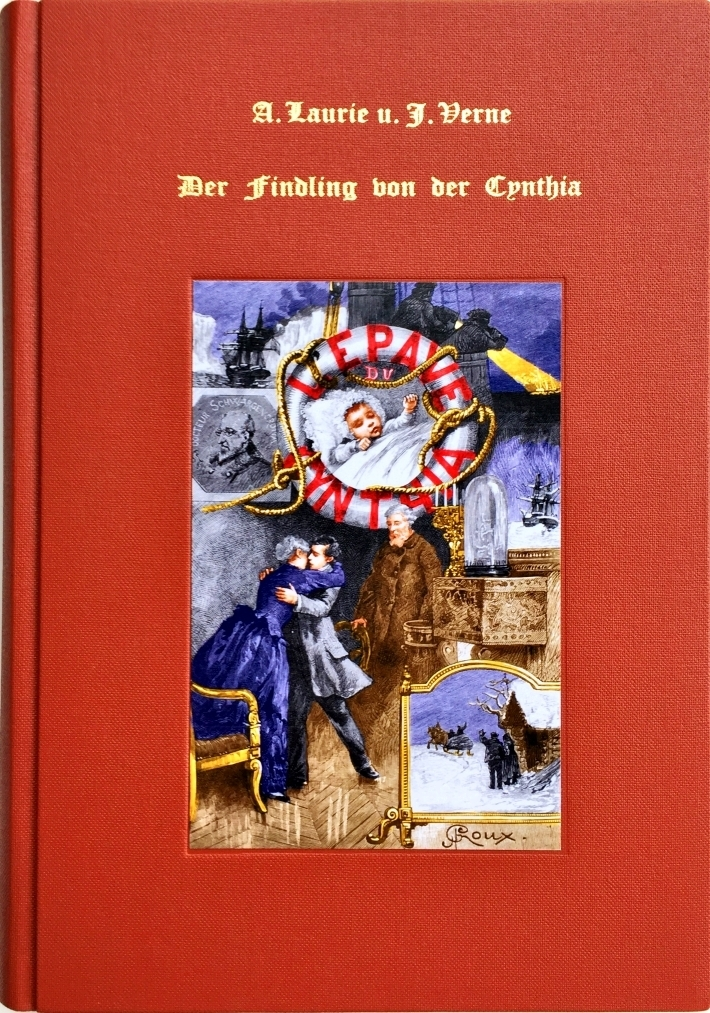
Deutsche Ausgabe von 2017

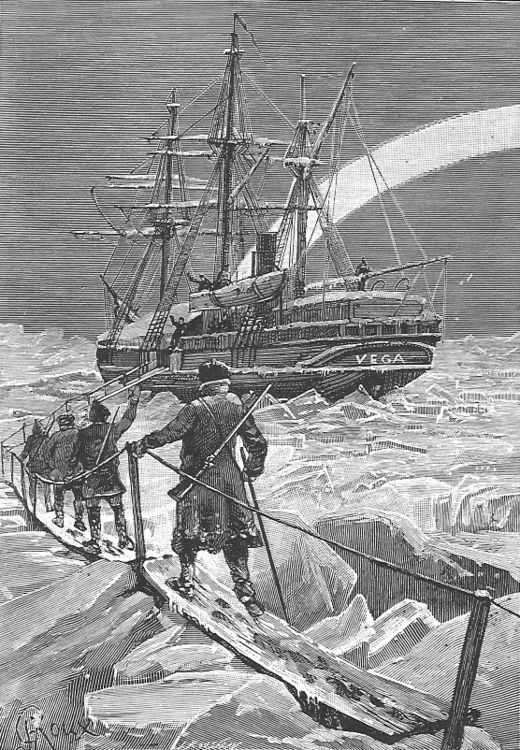
Illustration von George Roux aus der Originalausgabe von 1885

Der Findling von der Cynthia (im frz. Original: L’Épave du Cynthia; wörtlich: Das Wrack der Cynthia) ist ein Roman des französischen Autors Paschal Grousset. Er erschien 1885 unter seinem Pseudonym André Laurie. Der Roman wird häufig Jules Verne zugeschrieben, da der Verleger Pierre-Jules Hetzel Vernes Namen als Co-Autor angab. Vernes Anteil an der Zusammenarbeit beschränkte sich jedoch auf stilistische Korrekturen und kurze Einschübe. Eine Vorab-Veröffentlichung erschien vom 1. Januar 1885 bis zum 15. November 1885 in der Zeitschrift Magasin d'Éducation et de Récréation. Die deutsche Erstveröffentlichung erschien 2017 im Jules-Verne-Club.

## Handlung
Den Jugendlichen Erik Hersebom aus Norwegen umgeben Geheimnisse. Der hochintelligente Erik wurde als Findelkind von dem Fischerehepaar Katrina und Maaster Hersebom im Alter von nur wenigen Monaten aufgenommen. Wie durch ein Wunder hat er den Untergang des Schiffes „Cynthia“ überlebt. Keiner weiß, welcher Nationalität er wirklich angehört. Er sieht nicht aus wie ein Nordländer. In der Schule hebt er sich merklich vom Intellekt der anderen Fischerkinder ab. Glücklich und wohlbehalten wächst er in der Familie Hersebom auf. Seine Begabung spricht sich herum und der wohlhabende Doktor Roff Schwaryencrona nimmt sich Eriks an, um ihm in Stockholm eine höhere Ausbildung zu ermöglichen. Erik nimmt er eine medizinische Ausbildung auf, interessiert sich aber in Wirklichkeit für andere Dinge. Ihn zieht es in die Ferne. Außerdem möchte er das Rätsel seiner Herkunft lösen. Erik geht also später zur See.
Es scheint einen Zeugen des damaligen Untergangs der „Cynthia“ zu geben. In New York erfährt Erik von dem Iren Patrick O'Donoghan, der zu damaliger Zeit unter Heuer auf dem Schiff war. Durch einen norwegischen Forscher wird Erik auf die Spur von Patrick O'Donoghan gebracht. Sie führt ihn zur Insel Liakow quer durch das polare Eis nach Sibirien. Als Schwaryencrona von der Suche erfährt, beschließt er, den Jungen bei seiner Suche zu unterstützen. Schwaryencrona rüstet das Expeditionsschiff „Alaska“ aus, das die Nordwestpassage erforschen soll. Diese ist auch das Ziel Eriks.  Aus diesem Grund heuert er auf der Alaska als Offizier an. Auf den Zeugen Patrick O'Donoghan wird ein Attentat verübt. Der Amerikaner Tudor Brown scheint ein Interesse daran zu haben, dass keine Zeugen des Untergangs der Cynthia an Leben bleiben. Aber auch Tudor Brown stirbt bei der Auseinandersetzung. Erik verliert dadurch die scheinbare Spur zur Lösung seine Geheimnisses. Nach der Schilderung dieser Ereignisse in den Zeitungen melden sich die letzten Blutsverwandten Eriks. Seine Mutter und sein Großvater leben noch in Paris. Der inzwischen zum reichen Erben gewordene Erik kann die Tochter seiner Zieheltern, Vanda Hersebom in seine Arme schließen und wird mit seiner Familie vereint.

## Übersetzung
- André Laurie; Jules Verne: Der Findling von der Cynthia. (Übersetzung Gerd Frank). Jules-Verne-Club, Bremerhaven 2017.